# 易到用车
易到用车（英語：YongChe；简称：易到）是北京东方车云信息技术有限公司旗下的一个网约车公司；它也是乐视生态中的一个重要闭环。由于乐视为解决债务问题，将易道用车的大股东由乐视控股变更为韬蕴资本集团。

## 历史
2010年5月，易到在北京设立总部，是中国首家网约车平台，周航担任董事长。2014年，易到占有80%的市场份额，并实现收支平衡。同年，滴滴、快的、Uber等公司大規模融資並開始用补贴手段吸引客戶，而易到对融资谨慎，也不加入市场竞争，結果市场份额不断縮減，并一度进入到破产阶段。2015年10月，在乐视控股董事长贾跃亭的说服下，周航决定接受融资方案。同月20日，易到完成D轮融资，乐视控股正式确认乐视汽车已经与易到用车签署股权投资协议，获得后者70%的股权，成为易到的控股股东。2016年2月25日，乐视对易到用车进行人事调整，原乐视控股CMO彭钢赴任易到用车总裁。2016年6月21日，易到更名“易到用车”为“易到”。
然而乐视进入后的易到，与此前周航为首的团队产生了理念冲突。乐视强调将易到做成乐视汽车生态的重要组成部分，并为乐视整体生态产生稳定客户源；而周航则仍然坚持小资风格为主的高端商务模式。随着2016年第四季度的乐视资金链困难，易到开始出现司机挤兑、订单较少、拖欠供应商费用等问题。
2017年4月9日，周航加盟雷军旗下的顺为资本，因雷军旗下的小米科技一直是乐视网的竞争死敌、雷军控股的一点资讯也常年攻击乐视，此举被业内视为“反水”。果然，同月17日，仍任CEO的周航接受自媒体采访，并称“乐视挪用了易到的13亿”言论，意图阻碍正在进行中的E轮融资。此事遭到乐视控股董事长贾跃亭的愤怒；该晚，易到与乐视控股发布联合声明，并称其为“恶意诽谤”，列明乐视控股是将乐视大厦作为质押，以乐视控股汽车生态为主体融资的13亿元。并称周航此举是“农夫与蛇的现实版”，并追究其法律责任。次日，借给乐视控股的借款方中泰创展发布声明称其借款本身是交由乐视控股，单独融资给易到不合理。迫于舆论压力，2017年4月20日，易到用车三个联合创始人周航、杨芸、汤鹏发布联合声明正式辞去易到所有相关职务。4月21日，原易到总裁彭钢出任CEO，全面负责公司战略、管理工作。
2017年5月8日，在连续受到数月负面消息攻击下，易到最终获得北京市交通委正式通过，拿到北京市向民营网约车平台、也是C2C平台发放的首张网约车牌照。
2019年，易到用車被發現提现會有延迟，2021年又出現预存金难以退回問題，2022年又出現充值后资金清零、软件无法登陆的情况。當年如果從ios app store下载易到用车APP，會發現地圖上找不到車輛、也沒司機接單的情況。同時又有3万人等著從易到用車提现但又難以退款的情形。